# Гемобластози
Гемобластози (лат. haemoblastosis; дав.-гр. αἷμα «кров» + βλαστός зародок + -osis) — пухлинні (неопластичні) захворювання кровотворної та лімфатичної тканин. Гемобластози поділяють на системні захворювання — лейкози, а також регіонарні — лімфоми.
Відмінності між лейкозами і лімфомами полягають не тільки в наявності або відсутності системності ураження. В термінальній стадії лімфоми дають великі метастази, в тому числі і в кістковий мозок. Але при лейкозі кістковий мозок уражається первинно, а при лімфомах — вторинно, в результаті метастазування. При лейкозах пухлинні клітини, зазвичай, виявляються у крові, тому в літературі використовується термін для позначення лейкозів, запропонований ще Рудольфом Вірховим — «лейкемія».